# Tsu Chung-Chi (cràter)
Tsu Chung-Chi és un cràter d'impacte relativament petit, pertanyent a la cara oculta de la Lluna. Es troba a l'oest-sud-oest del cràter Leonov, i al nord-est de la gran plana emmurallada de Mendeleev. Al nord de Tsu Chung-Chi es troba la Mare Moscoviense, un dels pocs mars lunars de la cara oculta de la Lluna.

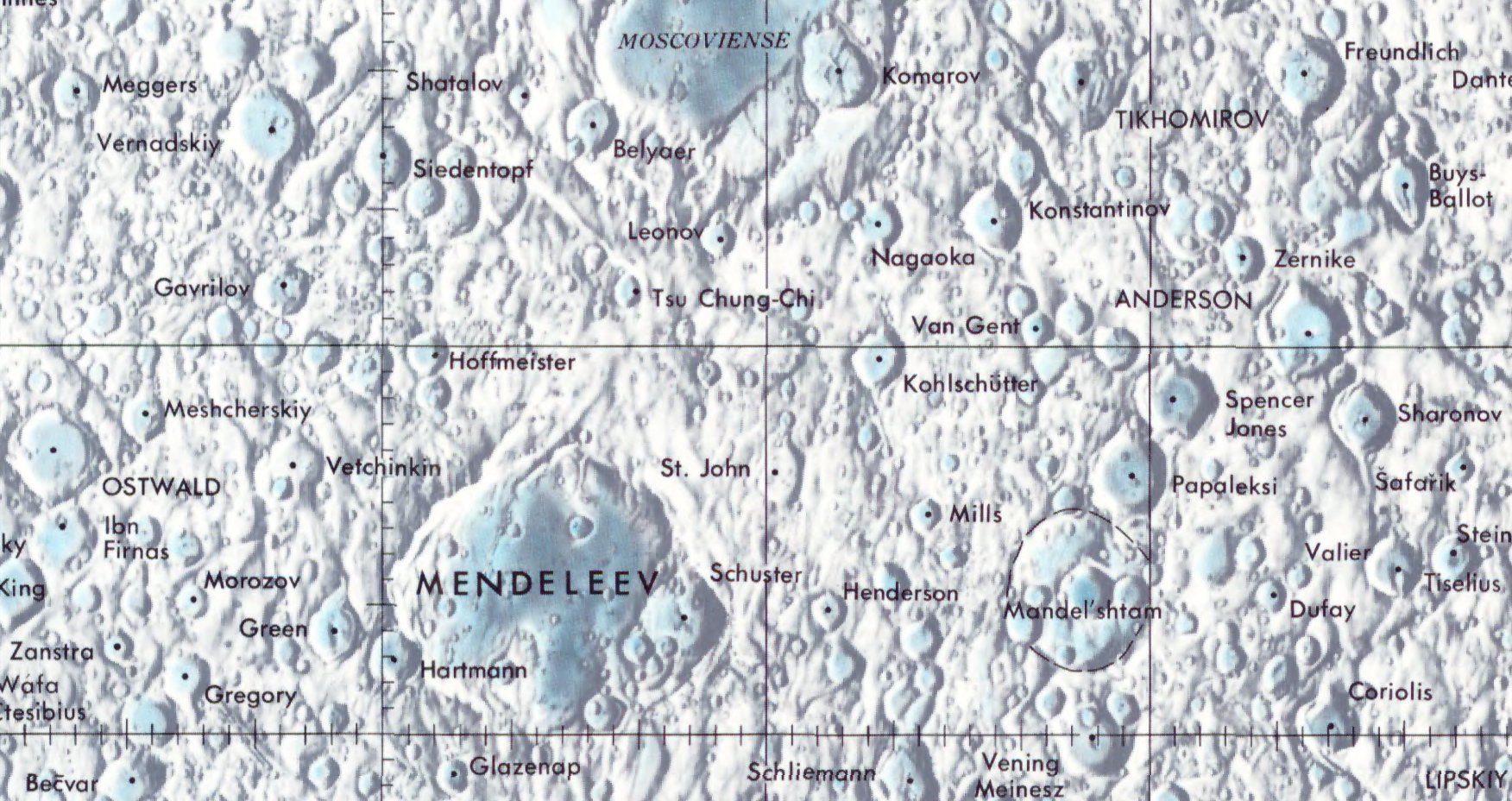
Localització de Tsu Chung-Chi (centre de la imatge)
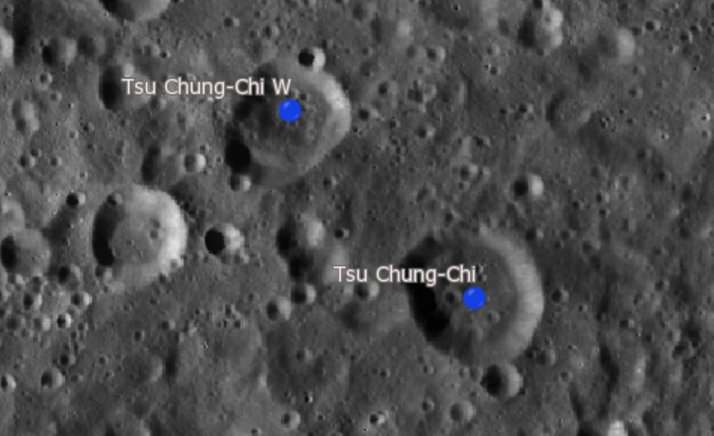
Cràters satèl·lit

És un impacte amb forma de bol que és lleugerament allargat cap al nord-oest. Ha patit alguna erosió, amb un petit cràter en forma de copa que penetra lleugerament en la vora sud, i diversos diminuts cràters dins de l'interior. Les parets interiors són pendents senzilles fins a la plataforma central, no tenint altres trets significatius.

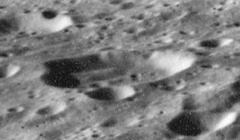
Vista obliqua de Tsu Chung-Chi, orientat al nord. Missió Apollo 16
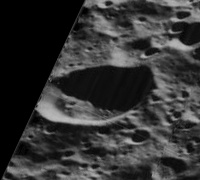
Vista obliqua del cràter Tsu Chung-Chi, orientat a l'oest. Lunar Orbiter 5

Aquest cràter és un dels prop de 500 elements identificats en les fotografies de la cara oculta de la Lluna preses per la missió Luna 3 el 1959, que va prendre el seu nom del matemàtic i astrònom xinès Zu Chongzhi. D'acord amb les memòries de Boris Chertok, que estava estretament involucrat amb la missió Lluna 3, va ser necessari realitzar complexes negociacions polítiques per escollir aquest nom:
| « | Finalment, la Comissió Keldysh va rebre una aprovació i va obtenir una decisió de Presidium de l'Acadèmia de Ciències de Rússia per nomenar els cràters en memòria de destacats científics i figures culturals: Giordano Bruno, Jules Verne, Hertz, Kurtxàtov, Lobatxevski, Maxwell, Mendeléiev, Pasteur, Popov, Skłodowska-Curie, Zu Chongzhi i Edison. Segons l'informat per «fonts fiables», la figura més polèmica va ser Zu Chongzhi. Es deia que aquest matemàtic de segle V era famós a la Xina, però cap dels meus amics matemàtics va ser capaç d'explicar per què era famós. Però no podíem ofendre la Xina, un país gran i amistós. Les instruccions del Comitè Central exigien que la llista inclogués un americà i un xinès. Era fàcil triar a un americà - tothom estava d'acord amb incloure a Edison. Però pel que fa als xinesos, em van dir que havíem de consultar amb l'ambaixador xinès a Moscou, que al seu torn, va enviar una sol·licitud a Pequín. | » |

## Cràters satèl·lit
Per convenció aquests elements són identificats en els mapes lunars posant la lletra en el costat del punt central del cràter que està més proper a Tsu Chung-Chi.
| Tsu Chung-Chi | Coordenades                            | Diàmetre |
| ------------- | -------------------------------------- | -------- |
| W             | 18° 30′ N, 143° 18′ E / 18.5°N,143.3°E | 24 km    |